# Katolikus levelek
A katolikus levelek vagy másképp általános vagy egyetemes levelek, (közönséges levelek, kánoni levelek) annak a hét levélnek a közös, összefoglaló neve az Újszövetségben, amelyeket nem Pál írásai közé soroltak. A 2. századtól használt „katolikus” szó ebben az összefüggésben nem a katolikus egyházra utal, hanem „egyetemes” jelentésű, azaz ezek a levelek eredetileg nem egy-egy keresztény közösségnek vagy személynek íródtak, mint Pál apostol levelei, hanem az egész egyetemes egyházhoz, minden keresztény számára. Bár ez a terminológia nem illik János második és harmadik levelére, de azt az ókori egyházban János első levelének függelékeként tartották számon, így ezek is ebbe a gyűjteménybe kerültek. A magyar protestánsok a félreértés elkerülése végett az „általános” vagy „közönséges” levelek elnevezést használják, mindazonáltal a nagy nyugati nyelvekben a protestánsok viszont megtartották a katolikus (catholic, catholiques stb.) kifejezést.

## A levelek
A következő könyvek (levelek) tartoznak ide:
- Jakab levele
- Péter első levele
- Péter második levele
- János első levele
- János második levele
- János harmadik levele
- Júdás levele

Egyesek még ide sorolják a zsidókhoz írt levelet, amelyet már régóta nem Pálnak tulajdonítanak.
A hagyományosan a katolikus levelek közé sorolt hét levél sorrendjét a latin egyházatyák a vélt szerzők tekintélye alapján állapították meg (Péter, János, Jakab, Júdás). Ezt fogadta el a trentói zsinat is. A keleti atyáknál azonban Jakab levele megelőzi Péter és János leveleit. Ezt a fenti sorrendet fogadják el a legújabb katolikus fordítások is.

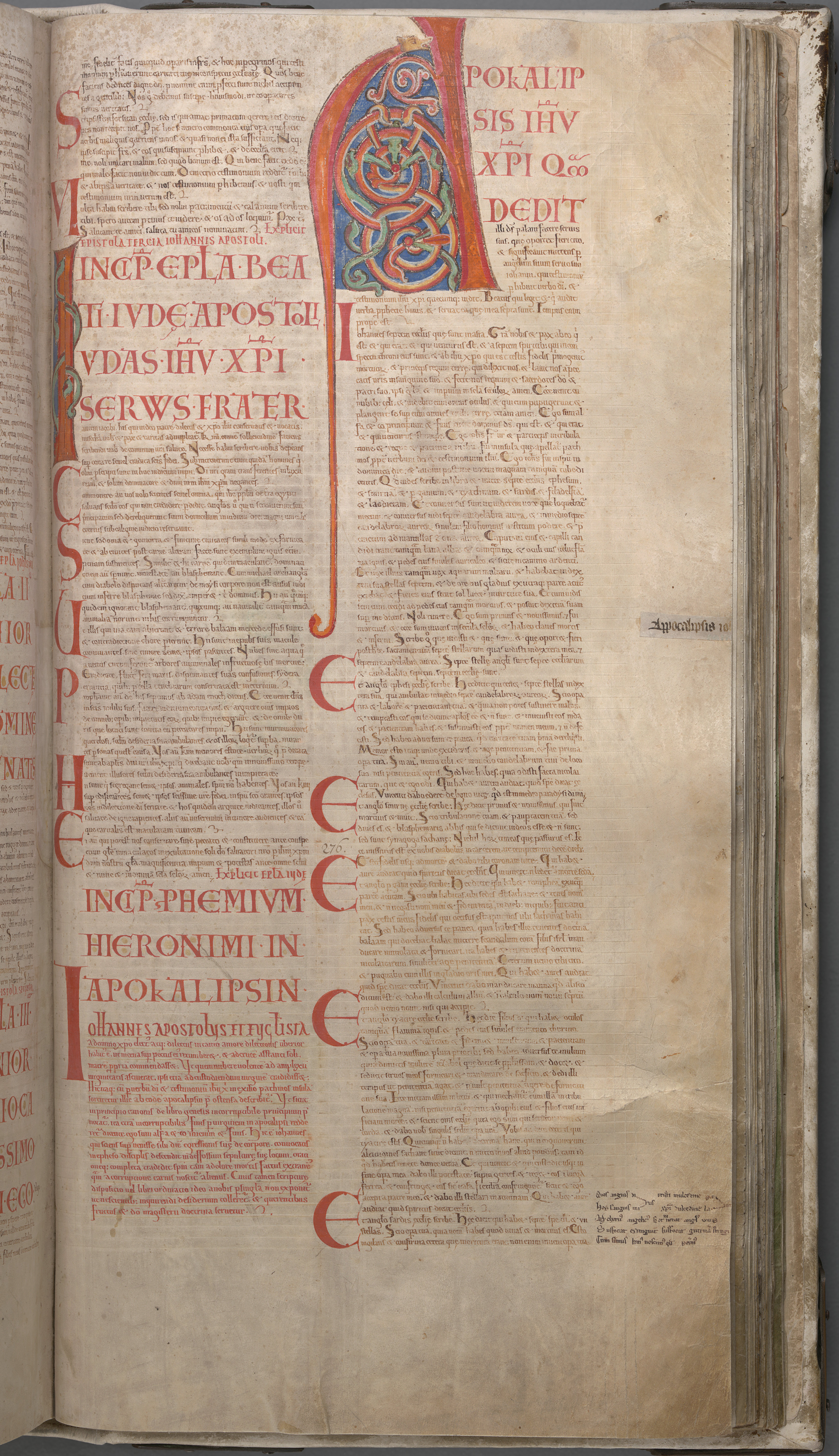